# نيل بلاتشفورد
نيل بلاتشفورد (بالإنجليزية: Neil Blatchford)‏ هو متزلج سريع أمريكي، ولد في 5 أكتوبر 1945 في شيكاغو في الولايات المتحدة.

## وصلات خارجية
- نيل بلاتشفورد على موقع SpeedSkatingBase.eu (الإنجليزية)
- نيل بلاتشفورد على موقع SpeedSkatingStats.com (الإنجليزية)
- نيل بلاتشفورد على موقع أوليمبيديا (الإنجليزية)